# Átfogó

Derékszögű háromszög, a h betű az átfogó

Az átfogó egy matematikában használatos fogalom. A derékszögű háromszög 90°-os belső szöge (derékszög) melletti két oldal a befogó, a derékszöggel szemközti oldalt az átfogó, amely minden esetben a leghosszabb oldal.
Ugyanis a háromszög szögeinek összege 180 fok, ebből 90 jut a derékszögre, és marad 90 fok a másik két szögre, ezért azoknak hegyesszögeknek kell lenniük. Nagyobb szöggel szemben nagyobb oldal van.
A Pitagorasz-tétel szerint a befogók hosszának négyzetösszege megegyezik az átfogó hosszának négyzetével. Mivel az oldalhosszak pozitívak, azért négyzetük sem lesz nulla, így az átfogó hosszának négyzete bármelyik befogó négyzeténél nagyobb. Nagyobb négyzetnek nagyobb a gyöke, tehát megint az átfogó a leghosszabb.